# Lepidiota siamensis
Lepidiota siamensis är en skalbaggsart som beskrevs av Brenske 1892. Lepidiota siamensis ingår i släktet Lepidiota och familjen Melolonthidae. Inga underarter finns listade i Catalogue of Life.